# Ойербах, Фроим
Фро́им О́йербах (также Эфро́им А́вербух; идиш אפֿרים אױערבאַך‎‎; 12 декабря 1891, Бельцы, Бессарабская губерния, Российская империя — 4 мая 1973, Петах-Тиква, Израиль) — еврейский поэт, переводчик и литературный критик, педагог, редактор, мемуарист. Писал на идише.

## Биография
Родился в хасидской семье. Его отец, Аврум-Лейзер Шмилевич Авербух, был родом из Кишинёва; мать, Хая Аврумовна Шойхет, происходила из Бельц. Учился в хедере и светской школе. В 1911 году переехал в Варшаву, ещё через год — в Палестину. С началом Первой мировой войны как гражданин враждебной державы был выслан в Египет, примкнул к Еврейскому Легиону и участвовал в боях на Галлиполи. После демобилизации в 1915 году перебрался в США, жил в основном в Нью-Йорке, где на протяжении многих лет работал учителем еврейского языка, сотрудничал в многочисленных периодических изданиях на идише, был президентом «Лиги борьбы за права идиша в Эрец-Исроэл (Палестине)». Незадолго до смерти переехал в Израиль (1971).
Внук — израильский театральный режиссёр и драматург Даниэль Лапин (род. 1959).

## Творчество
Начал публиковать рассказы на русском языке и на иврите в 1908 году. Через год дебютировал стихами на идише в виленском журнале «Занген» (Стебли), а затем рассказами из жизни бессарабских евреев в одесской газете «Гут моргн» (Доброе утро).
Первый сборник стихотворений «Афн швел» (На пороге) выпустил в Нью-Йорке в 1915 году, за ним последовали «Караванен» (Караваны, 1918), «Дер ройтер фодим» (Красная нить, 1927), «Адас лидербух» (Книга стихов Ады, 1934), «Драй ризн» (Три атланта, 1937), «Лойтер из дер алтер квал» (Прозрачен старый источник, 1940), «Янкевс гецелтн» (Шатры Иакова, 1945), «Гилдене шкиэ» (Золотой закат, 1959), «Ди вайсе штот» (Белый город, 1960), «Вах из дер степ» (Степь бодрствует, 1963), «А лебм цвишн товлен» (Жизнь меж обложек, 1968).
Помимо многочисленных стихотворных сборников издал серию книг эссеистики, литературной критики, мемуаров (на иврите, 1954) и рассказов, некоторое время работал в стиле социалистического реализма.
Отдельные стихотворения были положены на музыку (см. напр. «Их Бин Нышт Кейн Койен / Их Бин Нышт Кейн Лейви» — Я не койген, не левит кантора Лэйбэлэ Гланца, 1942).
Переводил на идиш произведения русской литературы («Суламифь» А. И. Куприна, «Двенадцать» А. Блока и другие). Редактировал монументальный «Лексикон Фун Дэр Найер Идишер Литэратур» (Лексикон новой еврейской литературы, 1969). Стихи переводились на иврит и английский языки.

### Стихотворения
- אױפֿן שװעל (афн швэл — на пороге), Нью-Йорк, 1915.
- קאַראַװאַנען (караванэн — караваны), Нью-Йорк, 1918.
- דער רױטער פֿאָדים (дэр ройтэр фодым — красная нить), Уфкум: Нью-Йорк, 1927.
- אַדאַס לידערבוך (Адас лидэрбух — песенник Ады), Фарлаг Матонэс: Нью-Йорк, 1934.
- דרײַ ריזן (драй ризн — три гиганта), Билдунгс-Комитет Фун Арбэтэр Ринг: Нью-Йорк, 1937.
- לױטער איז דער אַלטער קװאַל (лойтэр из дэр алтэр квал — прозрачен старый родник), Нью-Йорк, 1940 (в английском издании: From Ancient Spring).
- יעקבֿס געצעלטן (Янкевс гецэлтн — шатры Яакова), Фарлаг Матонэс: Нью-Йорк, 1945.
- גילדענע שקיעה (гилдэнэ шкие — золотой закат), Киюм: Буэнос-Айрес, 1959.
- די װײַסע שטאָט (Кирья Левана — Ди вайсэ штот, белый город, двуязычное издание на идише и иврите в переводе Элияху Мейтуса и Лейба Куперштейна), Игуд Олами Шел Иехудэ Бесарабия — И. Л. Перец Фарлаг: Тель-Авив, 1960.
- װאַך איז דער סטעפּ — דאָס כּל פֿון דער טערקלטױב (вах из дэр стэп — дос кол фун дэр тэрклтойб, бодрствует степь — голос дикой индейки), Фарлаг Матонэс: Нью-Йорк, 1955.
- אַ לעבם צװישן טאָװלען (а лэбм цвишн товлен — жизнь между обложек), Shulsinger Brothers: Нью-Йорк, 1968.

### Проза и литературная критика
- משה (Мойше — Моисей: в пересказе Эфроима Ойербаха с иллюстрациями Зуни Мауда — Zuni Maud), Серия «Фар айх ун айерэ киндэр» — Для вас и ваших детей, № 5, Фарлаг Идиш: Нью-Йорк, 1919 (обложка).
- פֿאַר גרױס און קלײן (фар гройс ун клейн — для больших и маленьких: библейские истории), Hebrew Publishing Corporation: Нью-Йорк, 1921.
- געטראַכט מיט עבֿרי-טײַטש (гетрахт мит иврэ-тайч — надумано на старом добром идише), Фарлаг Матонэс: Нью-Йорк, 1955.
- אױף דער װאָגשאָל (аф дэр вогшол — на чаше весов), в 2-х тт., И. Л. Перец Фарлаг: Тель-Авив, 1973 и 1975.

### В переводе на иврит
- ממעיינות קדומים: שירים ופואמות, пер. Элияху Мейтус, 1967.
- בעקבות הגאולה: נהגי הפרדות בגליפולי, пер. И. Змора, 1980.